# Fiat 2300 Coupé

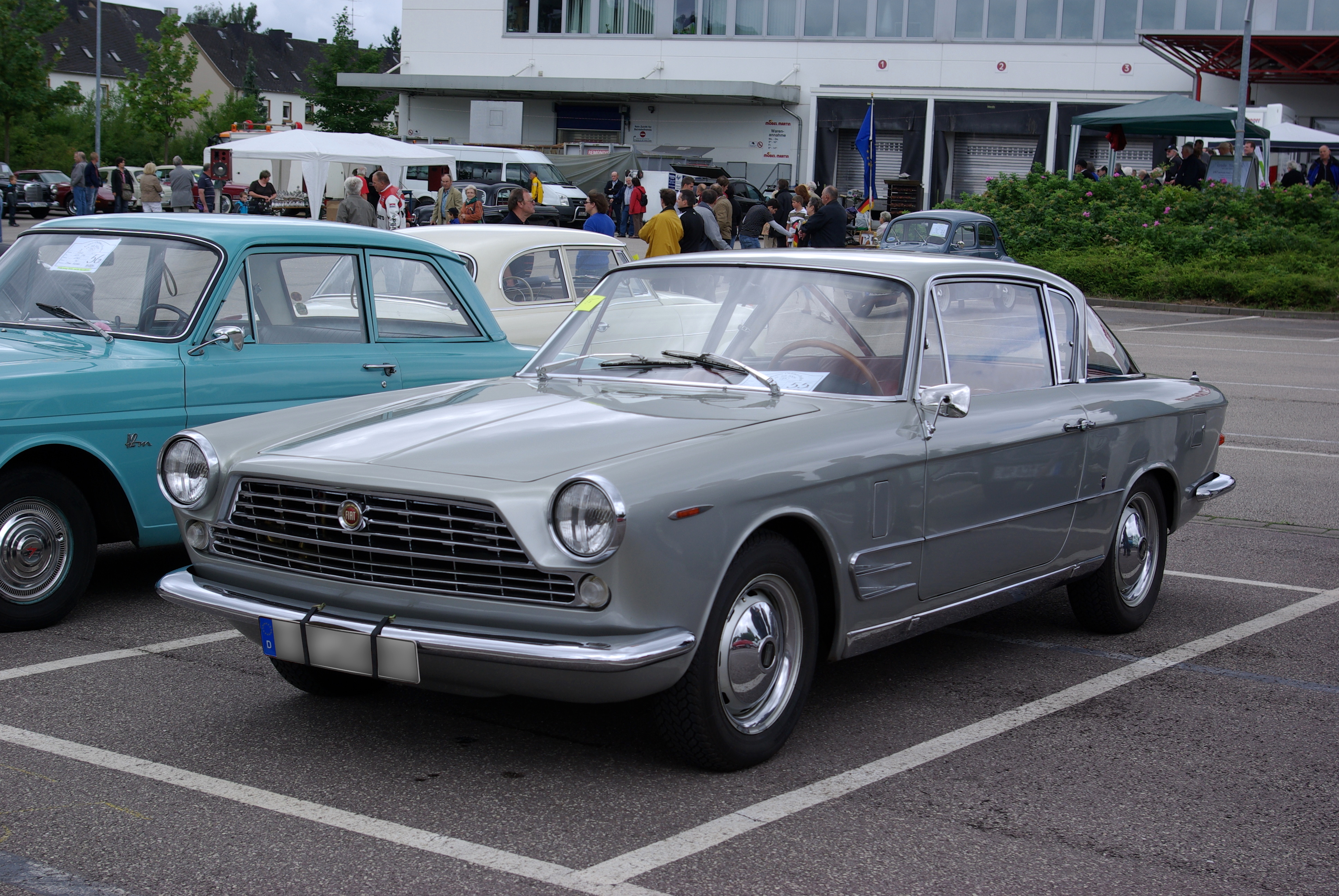
Fiat 2300 S Coupé (1964–1968)

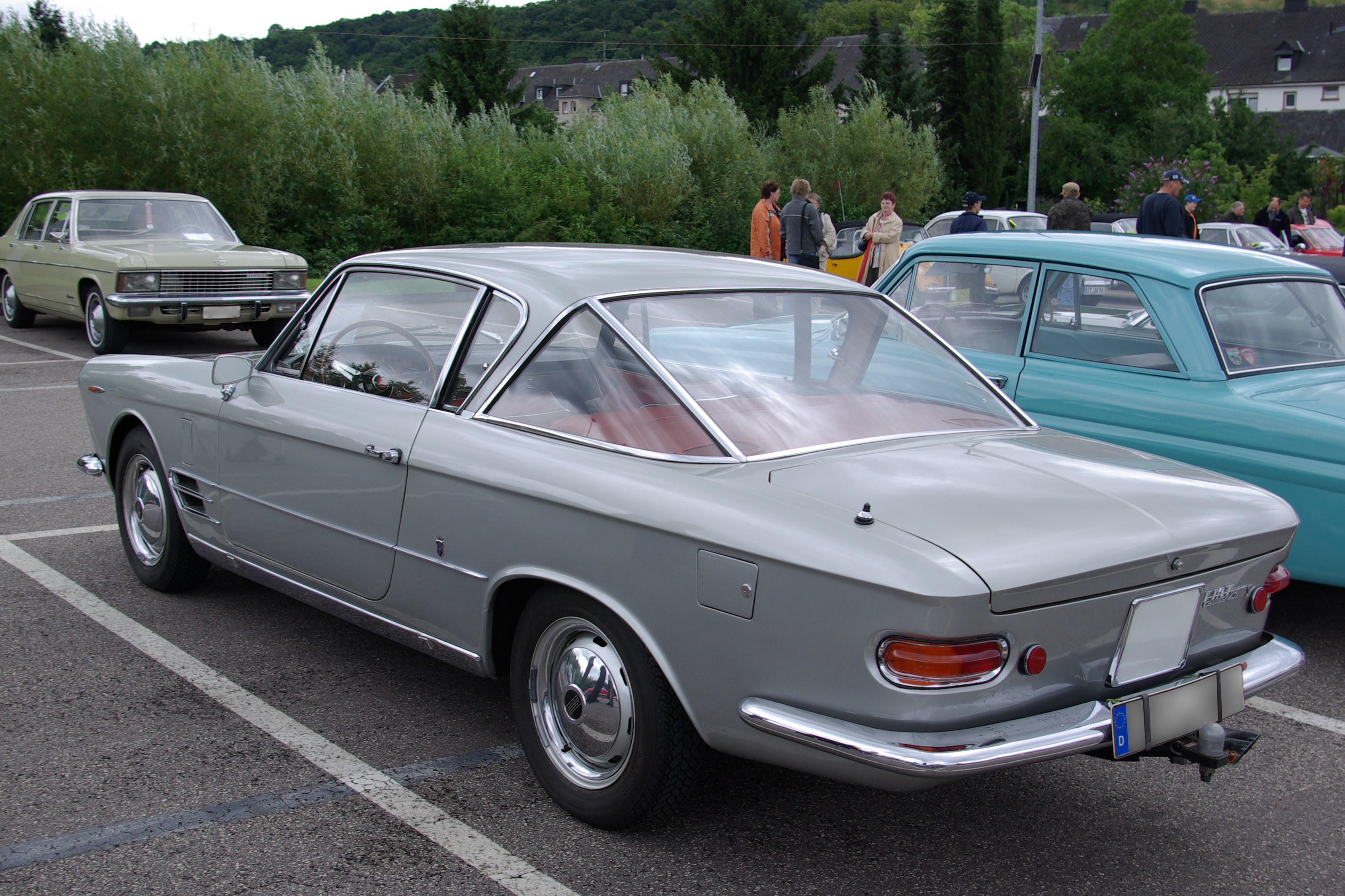
Heckansicht

Das Fiat 2300 Coupé war ein zweitüriges Stufenheckcoupé des italienischen Automobilherstellers Fiat, das auf der Technik der viertürigen Limousine Fiat 2300 basierte, aber eine eigenständige Karosserie von Ghia und überarbeitete Motoren hatte. Neben der serienmäßigen Karosserie entstanden einige Sonderaufbauten.
Das Fahrzeug wurde in einer schwächeren Version als Fiat 2300 Coupé und in einer stärkeren als Fiat 2300 S Coupé produziert. Die Presse der 1960er-Jahre bezeichnete den ebenso eleganten wie sportlichen Wagen wiederholt als „Ferrari des kleinen Mannes“.

## Geschichte
Im Herbst 1961 erschienen – parallel zur viertürigen Limousine und dem Familiare genannten fünftürigen Kombi – das von Ghia entworfene Fiat 2300 Coupé mit 105 PS (77 kW) und das gleich gestaltete, bei gleichem Hubraum jedoch leistungsstärkere Fiat 2300 S Coupé mit 131 DIN-PS (96 kW) In der Literatur finden sich auch die Angaben 136 PS nach CUNA und 150 PS nach SAE, da diese beiden Normen regelmäßig höhere Werte ergeben.
Ende 1964 wurde das 2300 Coupé in einigen Details geändert (zweite Serie) und von da an nur noch als Version S gebaut und bis Anfang 1968 verkauft. Trotz der eleganten und gleichzeitig sportlichen Formgebung war das Coupé ein vollwertiger Reiseviersitzer mit geräumigem Kofferraum.
Die Karosserie des 2300 Coupé entwarf maßgeblich Ghias Chefdesigner Sergio Sartorelli; der Amerikaner Tom Tjaarda wirkte ebenfalls an der Gestaltung mit. Ein markantes Merkmal der Karosserie sind die filigran gestalteten Dachsäulen. Die gebogene C-Säule ist wie die A-Säule nach hinten geneigt. Die Heckscheibe ist dreiteilig und erweckt den Eindruck einer großen Panoramascheibe. Weitere Besonderheiten waren zum Beispiel die Bremsanlage mit vier Scheibenbremsen und zwei Bremskreisen mit je einem Bremskraftverstärker und einem lastgesteuerten Bremskraftbegrenzer an der Hinterachse, oder auch die Fußstütze für den Beifahrer.
Der stärkere, von Abarth überarbeitete Motor blieb dem Modell 2300 S Coupé vorbehalten, war also weder für die Limousine noch den Kombi verfügbar. Abarth erreichte die Mehrleistung im Wesentlichen durch „schärfere“ Nockenwellen mit längeren Steuerzeiten, die Verwendung zweier, zudem größer dimensionierter Doppelvergaser, eine geringfügig höhere Verdichtung und weiteren Motoranpassungen. Verantwortlich für den Motor des 2300 S Coupé war Klaus Steinmetz. Einzelne Exemplare des 2300 S erhielten bei Abarth eine weiter gehende Leistungssteigerung: Durch sportlicher ausgelegte Nockenwellen und mit zwei Weber-38er-Doppelvergasern wurde hier die Leistung des Motors auf 160 PS (118 kW) erhöht. Wie viele dieser modifizierten 2300 S Coupés entstanden, ist nicht abschließend geklärt; meist wird von drei Exemplaren ausgegangen.

## Produktion
Der Prototyp des Fiat 2300 Coupé, der noch auf der Technik des Fiat 2100 beruhte, wurde erstmals auf dem Turiner Autosalon im Herbst 1960 gezeigt; das Serienmodell präsentierte Fiat ein halbes Jahr später auf dem Genfer Auto-Salon 1961. Auf dem deutschen Markt debütierte das Auto bei der IAA im September 1961.
Die Serienfertigung des 2300 Coupé war auf mehrere Betriebe verteilt. Die Bodengruppe entstand bei Fiat. Die Karosserie wurde erst bei Ghia hergestellt; später allerdings, als Ghia die erforderliche Zahl an Aufbauten angesichts begrenzter Kapazitäten nicht mehr selbst produzieren konnte, übernahm OSI die Fertigung der Karosserie und die Montage des Fahrzeugs. Die S Coupés wurden dann bei Abarth abgenommen und eingefahren. Die Nachfrage war erheblich größer als die Produktionskapazität, die Fiat, Ghia und OSI für das Coupé zur Verfügung stellten. So waren Lieferzeiten von ca. eineinhalb Jahren die Regel.
Insbesondere das 2300 S Coupé war fast konkurrenzlos auf dem Markt platziert. Das Alfa Romeo 2000 Sprint Coupé (1960–1962) war mit nur vier Zylindern und 115 PS deutlich schwächer, dessen sechszylindriger, äußerlich weitgehend baugleicher Nachfolger Alfa Romeo 2600 Sprint Coupé erschien erst ein Jahr nach dem Fiat 2300 S Coupé und war teurer. Ein Lancia Flaminia Coupé war erheblich teurer. Gleiches galt für den Mercedes 220 SE Coupé, der dem Fiat in den Fahrleistungen weit unterlegen war. Der Mercedes 230 SL kam erst 1963 und war nur ein Zweisitzer, zudem offen (abnehmbares Hardtop oder vollversenkbares Faltdach).
Als sechszylindriger Nachfolger des 2300 S Coupé könnte das von Pininfarina entworfene und dort von Frühjahr 1971 bis Ende 1977 angebotene Fiat-130-Coupé angesehen werden, das jedoch größer, viel schwerer und deshalb, vor allem mit der häufig eingebauten GM-Dreigangautomatik, erheblich behäbiger und gleichzeitig teurer war. Deshalb passt als direkter Nachfolger viel eher das 1967 erschienene gleichfalls sechszylindrige Fiat-Dino-Coupé, mit 2,0-l-V6-Ferrari-Motor und 160 PS (ab 1969 2,4-l-V6 und 180 PS bis zum Produktionsende 1973).

## Sonderversionen

### Cabriolets
Ghia stellte einige Cabriolet-Ausführungen des 2300 S her. Der Produktionsumfang war gering. Die Angaben in der Literatur schwanken zwischen drei und fünf Exemplaren. Neben Ghia fertigten auch andere Karosseriebauer verschiedene offene Fahrzeuge auf der Basis des 2300 S Coupé.

### Club 2300 S Ghia
Eine weitere Abwandlung war der Club 2300 S Ghia, eine Kombiversion mit stark geneigter Heckpartie und großer Heckklappe. Der 1962 erschienene Wagen nahm den Trend der Sportkombis vorweg, der einige Jahre später mit Fahrzeugen wie dem Reliant Scimitar oder dem Volvo P1800 ES erfolgreich umgesetzt wurde.

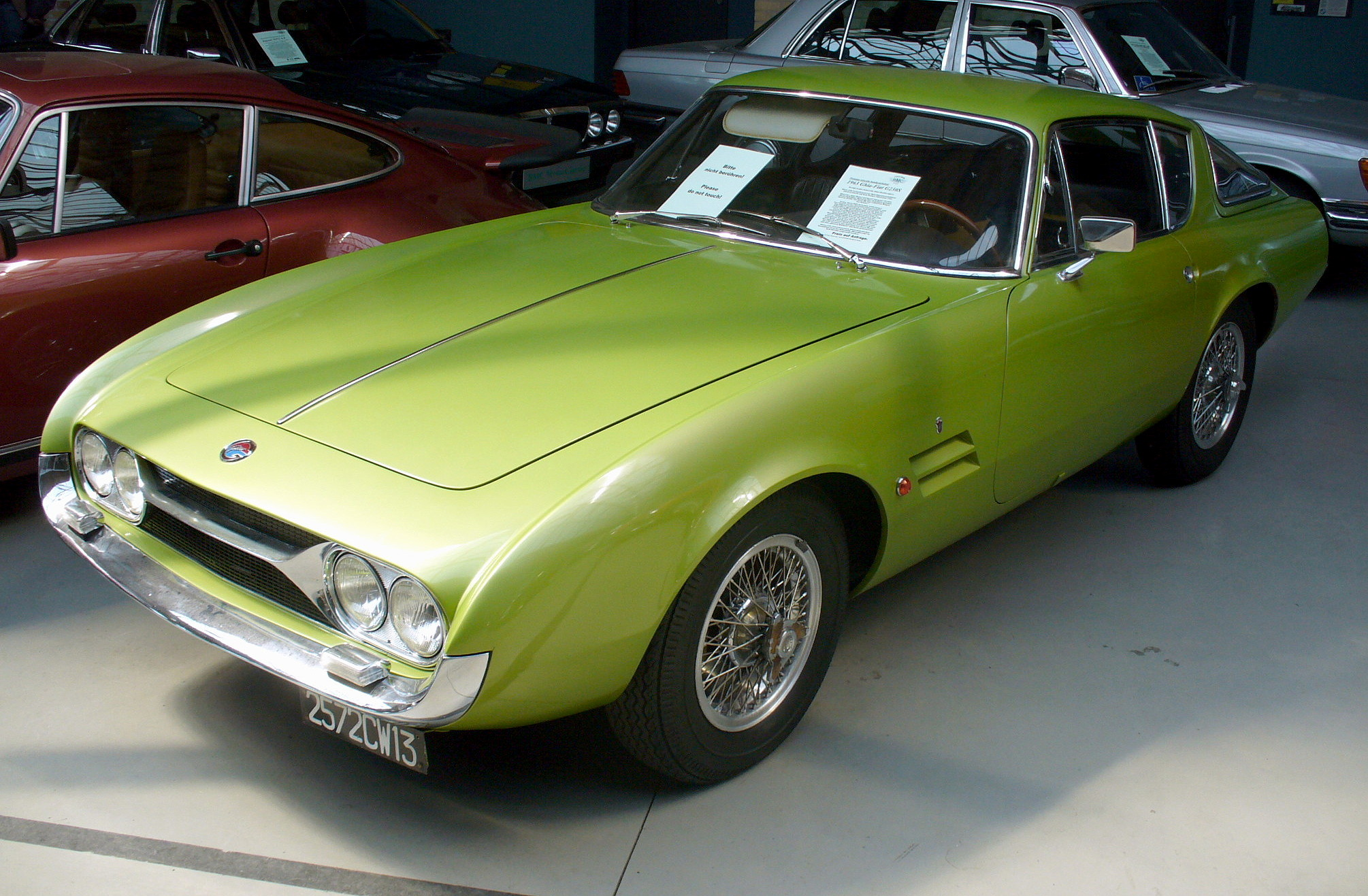
Exklusive Sportwagenstudie auf der Basis des Fiat 2300 S Coupé: Der Ghia 230 S.

### Ghia 230 S
Auch der Ghia 230 S, eine Sportwagenstudie der Carrozzeria Ghia, baute auf dem Fahrwerk des Fiat 2300 S Coupé auf. Das auf dem Turiner Autosalon 1963 vorgestellte Fahrzeug galt als „das schönste Auto des Salons“. Der Produktionsumfang ist nicht eindeutig geklärt. Nach offiziellen Angaben wurde nur ein einzelnes Exemplar hergestellt; manche Quellen berichten jedoch, dass darüber hinaus ein oder zwei weitere Fahrzeuge auf Kundenwunsch hergestellt wurden.

### Moretti 2300 S und 2500 SS

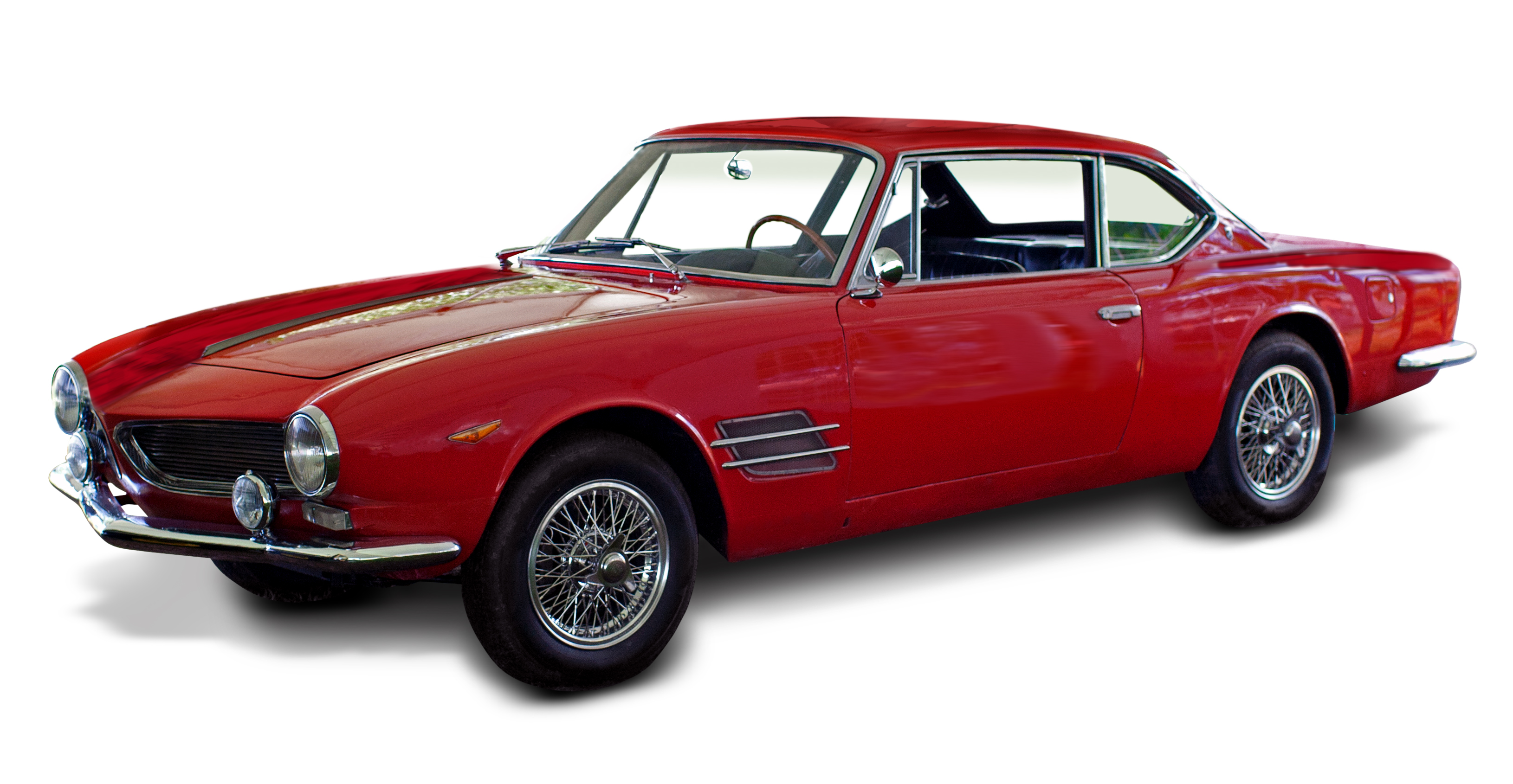
Moretti 2500 SS

Moretti produzierte ab 1962 in geringsten Stückzahlen einen auf dem 2300 S beruhenden Sportwagen, dessen erster Prototyp, ein Spyder, als Moretti 2500 SS bezeichnet war, dessen Linienführung vorn an eine von Bertone gestaltete Version des Ferrari 250 erinnerte. Das Fahrzeug wurde als Coupé und als Cabriolet angeboten, wahlweise mit unveränderter Technik, dann als Fiat-Moretti 2300 S bezeichnet.
| Technische Daten Fiat 2300 Coupé/2300 S Coupé | Technische Daten Fiat 2300 Coupé/2300 S Coupé                                                 | Technische Daten Fiat 2300 Coupé/2300 S Coupé                                                 |
| Fiat:                                         | 2300Coupé                                                                                     | 2300SCoupé                                                                                    |
| --------------------------------------------- | --------------------------------------------------------------------------------------------- | --------------------------------------------------------------------------------------------- |
| Motor:                                        | 6-Zylinder-Reihenmotor (Viertakt)                                                             | 6-Zylinder-Reihenmotor (Viertakt)                                                             |
| Hubraum:                                      | 2279 cm³                                                                                      | 2279 cm³                                                                                      |
| Bohrung × Hub:                                | 78 × 79,5 mm                                                                                  | 78 × 79,5 mm                                                                                  |
| Leistung bei 1/min:                           | 77 kW / 105 DIN PS bei 5300                                                                   | 99,5 kW / 136 DIN PS bei 5600                                                                 |
| Max. Drehmoment bei 1/min:                    | 184 Nm bei 3000                                                                               | 179 Nm bei 4000                                                                               |
| Verdichtung:                                  | 8,8:1                                                                                         | 8,9:1                                                                                         |
| Gemischaufbereitung:                          | 1 Fallstrom-Doppelvergaser Weber 28-36 DCD3                                                   | 2 Horizontal-Doppelvergaser Weber 38 DCOE 16 und Weber 38 DCOE 17                             |
| Ventilsteuerung:                              | OHV, Kette                                                                                    | OHV, Kette                                                                                    |
| Kühlung:                                      | Wasserkühlung                                                                                 | Wasserkühlung                                                                                 |
| Getriebe:                                     | 4-Gang-Getriebe, Mittelschaltung                                                              | 4-Gang-Getriebe, Mittelschaltung                                                              |
| Radaufhängung vorn:                           | Dreiecklenker oben, Querlenker unten, Längsschubstreben, Torsionsstäbe                        | Dreiecklenker oben, Querlenker unten, Längsschubstreben, Torsionsstäbe                        |
| Radaufhängung hinten:                         | Starrachse an Blattfedern                                                                     | Starrachse an Blattfedern                                                                     |
| Bremsen:                                      | Vierrad-Scheibenbremsen (Durchmesser v/h 28,5/25,4 cm), je ein Bremskraftverstärker pro Kreis | Vierrad-Scheibenbremsen (Durchmesser v/h 28,5/25,4 cm), je ein Bremskraftverstärker pro Kreis |
| Lenkung:                                      | Schneckenlenkung                                                                              | Schneckenlenkung                                                                              |
| Karosserie:                                   | Stahlblech, selbsttragend                                                                     | Stahlblech, selbsttragend                                                                     |
| Spurweite vorn/hinten:                        | 1350/1310 mm                                                                                  | 1350/1310 mm                                                                                  |
| Radstand:                                     | 2650 mm                                                                                       | 2650 mm                                                                                       |
| Abmessungen:                                  | 4620 × 1635 × 1380 mm                                                                         | 4620 × 1635 × 1380 mm                                                                         |
| Leergewicht:                                  | 1300 kg                                                                                       | 1310 kg                                                                                       |
| Höchstgeschwindigkeit:                        | 175+ km/h                                                                                     | 195+ km/h                                                                                     |
| 0–100 km/h:                                   | ca. 13 s.                                                                                     | ca. 10,5 s.                                                                                   |
| Verbrauch (Liter/100 Kilometer, CUNA-Norm):   | 12,2 S                                                                                        | 16,7 S                                                                                        |
| Preis (DM, 1965): (SFr, 1965)                 | -- 24.800 (1963)                                                                              | 20.900 25.900                                                                                 |